# Catherine Carey
Catherine Carey, en español Catalina Carey, después de su matrimonio conocida como Catalina Knollys (Londres, c.1522 — Londres, 15 de enero de 1569). También era conocida como Lady Knollys, fue Dama de compañía de las reinas Ana de Cleves y Catalina Howard. Se casó con Francis Knollys, caballero de la Orden de la Jarretera, con quien tuvo 15 hijos. Más tarde fue dama de honor de su prima, Isabel I y fue jefe-señora de la alcoba de la reina. Una de sus hijas, Lettice Knollys, fue la segunda esposa de Robert Dudley, conde de Leicester, el favorito de Isabel I. La madre de Catherine era María Bolena, amante de Enrique VIII antes de que este cortejara y se casara con su hermana Ana Bolena, reina consorte de Enrique VIII.

## Biografía
Catalina Carey nació alrededor de 1522. Hija de William Carey de Aldenham en Hertfordshire, Caballero de la cámara privada y Esquire del Cuerpo de Enrique VIII, y su esposa María Bolena, que había sido amante del rey. Era hermana de Henry Carey y prima de la reina Isabel I. Algunos contemporáneos también afirman que Catalina era hija ilegítima del rey y por lo tanto era medio hermana de Isabel, pero la relación es disputada por los historiadores. A una edad temprana, Catherine fue testigo de la ejecución de su tía, Ana Bolena, en 1536.

## Carrera
Ella se convirtió en dama de honor de las reinas:
- Ana de Cleves, cuarta esposa de Enrique VIII.
- Catalina Howard, quinta esposa de Enrique VIII.
- Isabel I, hija de Enrique VIII y sucesora de su hermana, María I. La era de Isabel fue considerada la más gloriosa de Inglaterra.

## Matrimonio
El 26 de abril de 1540 se casó con Francis Knollys. Su marido fue nombrado caballero de la Liga en 1593, aunque ya había sido nombrado caballero en 1547. También fue tesorero de la Casa Real. Desde el momento de su matrimonio, Catalina fue conocida como Catalina Knollys, y desde 1547 como Lady Knollys.

## Descendencia
Con Francis Knollys tuvieron 15 hijos:
- María Knollys (1541 — 1593), ella se casó con Edward Stalker;
- Enrique Knollys (1542 — 1582), se convirtió en miembro del Parlamento que representa a Shoreham, Kent (1563) y Oxfordshire. Se casó con Margaret Cave, hija de Sir Ambrose Cave y Margaret Willington;
- Leticia Knollys, condesa de Essex y de Leicester (8 de noviembre de 1543 — 25 de diciembre de 1634), se casó en primeras nupcias con Walter Devereux, I conde de Essex, en segundo lugar contrajo matrimonio el 21 de septiembre de 1578 con Robert Dudley, conde de Leicester y en tercer lugar, casó con Christopher Blount;
- Guillermo Knollys, primer conde de Banbury (1544  — 25 de mayo de 1632), él estuvo casado primero con Dorothy Bray, quien era 20 años mayor que él, y en segundo lugar a Isabel Howard, hija de Thomas Howard y su segunda esposa Catalina Knyvett;
- Eduardo Knollys (1546 — 1580), miembro del Parlamento;
- Robert Knollys (1547 — 1626), miembro del Parlamento que representó a Reading, Berkshire (1572 - 1589), Brecknockshire (1589 - 1604), Abingdon, Oxfordshire (1604 ‐ 1625) y, finalmente, Berkshire (1626). Se casó con Catalina Vaughan, hija de Rowland Vaughan, de Porthamel;
- Ricardo Knollys (1548 — 21 de agosto de 1596), miembro del Parlamento que representó primero a Wallingford (1584) y Northampton (1588). Se casó con Joan Heigham, hija de Juan Heigham, de la Sala de Gifford, Wickhambrook, Suffolk.
- Isabel Knollys (15 de junio de 1549 — 1605), se casó con Thomas Leighton de Feckenham, Worcester, hijo de John Leighton de Watlesburgh y Sutton Joyce, en 1578. Su marido fue gobernador de Jersey y Guernsey;
- Thomas Knollys (1550 — 1596), conocido por su servicio en la guerra de los Ochenta Años (1568 - 1648). Se convirtió en gobernador de Ostende en 1586. Casado Odelia de Morana, hija de Juan de Morada, marqués de Bergen;
- Francis Knollys, el joven (1552 — 1643), miembro del Parlamento que representa a Oxford (1572 - 1588) y Berkshire (1597 - 1625). Casado Leticia Barrett, la hija de John Barrett, de Hanham. Suegro de John Hampden;
- Ana Knollys (19 de julio de 1555 — 30 de agosto de 1608), se casó con Thomas West, segundo barón "De La Warr". Madre de Thomas West, tercer barón "De La Warr", de aquí deriba el nombre del estado de Delaware;
- Catalina Knollys (21 de octubre de 1559 — 20 de diciembre de 1620), se casó primero con Gerald FitzGerald, Baron Offaly, y en segundo lugar contrajo matrimonio con Sir Phillip Butler, de Watton Woodhall. Ella era la madre de Leticia Digby, primera baronesa Offaly;
- Cecilia Knollys (1560 — ¿?), probablemente murió joven. No tiene matrimonios ni descendencia conocida;
- Margarita Knollys (¿? — ¿?),  probablemente murió joven. No tiene matrimonios ni descendencia conocida;
- Dudley Knollys (9 de mayo de 1562 — junio de 1562), murió un mes luego de nacer.

## Muerte
Falleció el 15 de enero de 1569 en el Palacio de Hampton Court, sobreviviendo a su marido y sus hijos, y fue enterrada en la capilla de San Edmundo de la Abadía de Westminster.